# Revaz Dzodzuashvili
Revaz Dzodzuashvili (in georgiano რევაზ ძოძუაშვილი?; in russo Реваз Михайлович Дзодзуашвили?, Revaz Michajlovič Dzodzuašvili; Kutaisi, 15 aprile 1945) è un allenatore di calcio ed ex calciatore sovietico dal 1991 georgiano, di ruolo difensore.

## Carriera

### Club
Durante la sua carriera ha giocato con vari club, ma principalmente con la Dianmo Tbilisi, in cui ha militato del 1968 al 1976.

### Nazionale
Con la Nazionale sovietica Dzodzuashvili ha collezionato 49 presenze, prendendo parte anche al mondiale del 1970.

## Palmarès

### Giocatore

#### Club
- Coppa dell'URSS: 1

Dinamo Tbilisi: 1976

#### Nazionale
- Bronzo olimpico: 1

Monaco di Baviera 1972

### Allenatore
- Campionato georgiano: 5

Dinamo Tbilisi: 1991, 1991-1992, 1992-1993
Torpedo Kutaisi: 2001-2002
Olimpi Rustavi: 2006-2007
- Coppa di Georgia: 4

Dinamo Tbilisi: 1992, 1993
Lokomotiv Tbilisi: 2000
Torpedo Kutaisi: 2001